# San Miguel de Neira de Rey
Neira de Rey (llamada oficialmente San Miguel de Neira de Rei) es una parroquia española del municipio de Baralla, en la provincia de Lugo, Galicia.

## Otras denominaciones
La parroquia también es conocida por el nombre de San Miguel de Neira de Rey.

## Organización territorial
La parroquia está formada por cinco entidades de población:
- A Condomiña
- Ponte de Neira (A Ponte de Neira)[4]
- Areal
- San Miguel
- Souto

## Demografía
| Gráfica de evolución demográfica de Neira de Rey entre 2000 y 2019 |
|                                                                    |
| Datos según el nomenclátor publicado por el INE.                   |